# هيرمان أ. ماكدونالد
هيرمان أ. ماكدونالد هو سياسي أمريكي، ولد في 11 نوفمبر 1881 في ستوكهولم في السويد، وتوفي في 4 يناير 1961 في لندندري في الولايات المتحدة. نشط حزبياً في الحزب الجمهوري. وقد انتخب عضو مجلس نواب ماساتشوستس ‏.